# Corpo di Sears-Haack

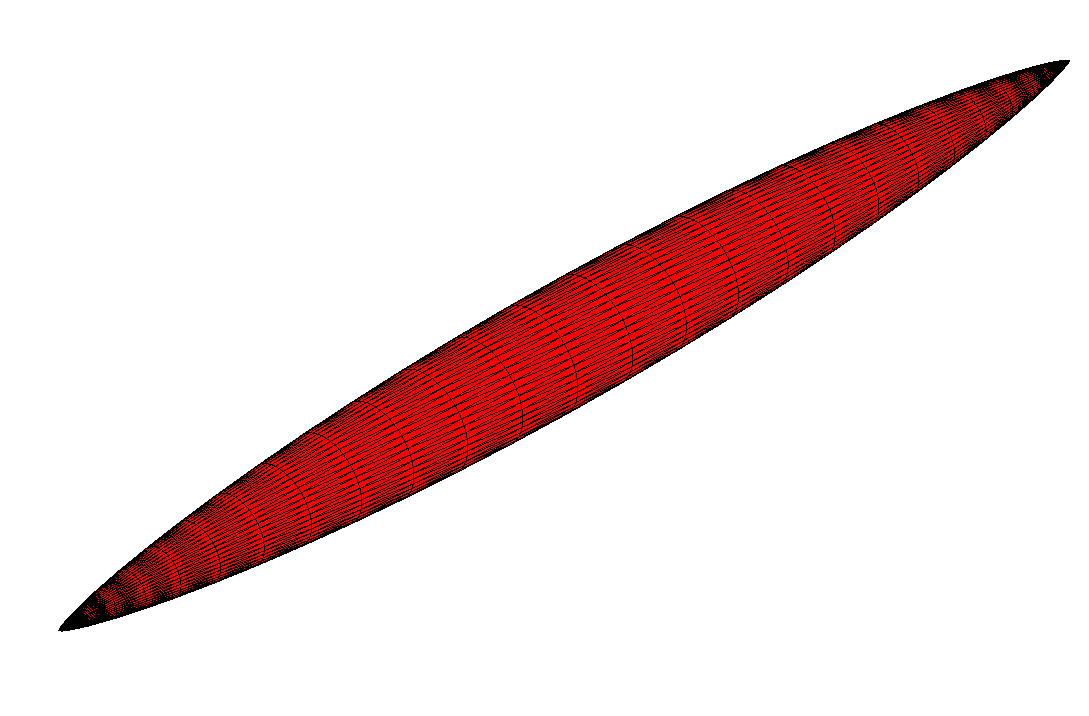
La forma di un corpo di Sears-Haack è quella di un limone.

In fluidodinamica, un corpo di Sears-Haack, o profilo di Sears-Haack, è la forma che un determinato solido di rotazione affusolato (ossia con una lunghezza molto maggiore del diametro), di volume e lunghezza definiti, deve avere per esercitare la più bassa resistenza d'onda possibile quando immerso in un flusso supersonico. La derivazione di tale forma, pubblicata per la prima volta da due ricercatori, ossia Wolfgang Haack e William Sears, in maniera indipendente rispettivamente nel 1941 e nel 1947, presuppone che il flusso in questione sia linearizzato e quindi privo o quasi di perturbazioni, e che sia quindi applicabile il procedimento di similitudine di Prandtl-Glauert.
Poiché la teoria di Kármán-Moore indica che la resistenza d'onda cresce con il quadrato della derivata seconda della distribuzione dell'area, {\displaystyle D_{\text{onda}}\sim [S''(x)]^{2}}, e poiché quindi risulta evidente la necessità che {\displaystyle S(x)} sia liscia, un corpo di Sears-Haack ha una singolarità a entrambe le estremità e il suo diametro cresce dolcemente a partire da una di queste fino al suo massimo per poi decrescere altrettanto dolcemente fino alla seconda estremità. 

## Formule
Siano:
- x il rapporto tra la distanza del punto considerato dalla punta del corpo e la lunghezza totale di quest'ultimo, che sarà quindi sempre compreso tra 0 e 1,
- r il raggio locale,
- {\displaystyle R_{\text{max}}} il raggio massimo, ossia in corrispondenza del centro del corpo e quindi di una valore di x pari a 0,5,
- V il volume,
- L la lunghezza,

allora l'espressione dell'area della sezione del corpo di Sears-Haack è:
{\displaystyle S(x)={\frac {16V}{3L\pi }}[4x(1-x)]^{3/2}=\pi R_{\text{max}}^{2}[4x(1-x)]^{3/2},}
il volume del corpo è dato da:
{\displaystyle V={\frac {3\pi ^{2}}{16}}R_{\text{max}}^{2}L,}
il suo raggio è:
{\displaystyle r(x)=R_{\text{max}}[4x(1-x)]^{3/4},}
la derivata prima del raggio è:
{\displaystyle r'(x)=3R_{\text{max}}[4x(1-x)]^{-1/4}(1-2x),}
la derivata seconda del raggio è:
{\displaystyle r''(x)=-3R_{\text{max}}\{[4x(1-x)]^{-5/4}(1-2x)^{2}+2[4x(1-x)]^{-1/4}\}.}
Siano poi:
- {\displaystyle D_{\text{onda}}} la resistenza d'onda,
- {\displaystyle C_{D_{\text{onda}}}} il coefficiente di resistenza aerodinamica,
- {\displaystyle \rho } la densità del fluido,
- U la velocità,

allora dalla teoria di Kármán-Moore risulta che:
{\displaystyle D_{\text{onda}}=-{\frac {1}{4\pi }}\rho U^{2}\int _{0}^{\ell }\int _{0}^{\ell }S''(x_{1})S''(x_{2})\ln |x_{1}-x_{2}|\mathrm {d} x_{1}\mathrm {d} x_{2},}
o anche:
{\displaystyle D_{\text{onda}}=-{\frac {1}{2\pi }}\rho U^{2}\int _{0}^{\ell }S''(x)\mathrm {d} x\int _{0}^{x}S''(x_{1})\ln(x-x_{1})\mathrm {d} x_{1}.}
Con le due espressioni che possono essere combinate per ottenere:
{\displaystyle D_{\text{onda}}={\frac {64V^{2}}{\pi L^{4}}}\rho U^{2}={\frac {9\pi ^{3}R_{max}^{4}}{4L^{2}}}\rho U^{2},}
{\displaystyle C_{D_{\text{onda}}}={\frac {24V}{L^{3}}}={\frac {9\pi ^{2}R_{max}^{2}}{2L^{2}}}.}

## Derivazione
Secondo la teoria di Kármán-Moore l'entità della resistenza d'onda è data da:
{\displaystyle F=-{\frac {\rho U^{2}}{2\pi }}\int _{0}^{l}\int _{0}^{l}S''(\xi _{1})S''(\xi _{2})\ln |\xi _{2}-\xi _{1}|d\xi _{1}d\xi _{2}}
dove {\displaystyle S(x)} è l'area della sezione perpendicolare all'asse del corpo, mentre {\displaystyle x=0} può essere considerato come il bordo d'entrata e {\displaystyle x=l} come il bordo d'uscita, sebbene la teoria di Kármán-Moore non faccia distinzione tra le due estremità del profilo, essendo il coefficiente di resistenza aerodinamica indipendente dalla direzione del moto. Definendo ora la funzione {\displaystyle f(x)=S'(x)} ed espandendola in serie
{\displaystyle f=-l\sum _{n=2}^{\infty }A_{n}\sin n\theta ,\quad x={\frac {l}{2}}(1-\cos \theta )}
con la serie che comincia da {\displaystyle n=2} per via della condizione {\displaystyle S(0)=S(l)=0} e dove {\displaystyle 0\leq \theta \leq \pi }, si ha:
{\displaystyle S(x)=\int _{0}^{x}f(x)dx,\quad V=\int _{0}^{l}S(x)dx={\frac {\pi }{16}}l^{3}A_{2}.}
dove, come è utile notare, il volume del corpo dipende solamente dal coefficiente {\displaystyle A_{2}}.
Per calcolare l'entità della resistenza, riscrivendo la formula di quest'ultima integrandola per parti una volta:
{\displaystyle F=\mathrm {p.v.} {\frac {\rho U^{2}}{2\pi }}\int _{0}^{l}\int _{0}^{l}f(\xi _{1})f'(\xi _{2}){\frac {d\xi _{1}d\xi _{2}}{\xi _{1}-\xi _{2}}}}
dove {\displaystyle \mathrm {p.v.} } sta per "valore principale di Cauchy", sostituendo l'espansione per {\displaystyle f} e integrando l'espressione utilizzando le due seguenti identità:
{\displaystyle \mathrm {p.v.} \int _{0}^{\pi }{\frac {\cos n\theta _{2}}{\cos \theta _{2}-\cos \theta _{1}}}d\theta _{2}={\frac {\pi \sin n\theta _{1}}{\sin \theta _{1}}},\quad \int _{0}^{\pi }\sin n\theta _{1}\sin m\theta _{1}d\theta _{1}={\frac {\pi }{2}}{\begin{cases}1\,\,(m=n),\\0,\,\,(m\neq n).\end{cases}}}
si ottiene come risultato finale, espresso in termini di coefficiente di resistenza aerodinamica {\displaystyle C_{d}=F/\rho U^{2}l^{2}/2}, dato da:
{\displaystyle C_{d}={\frac {\pi }{4}}\sum _{n=2}^{\infty }nA_{n}^{2}.}
Poiché {\displaystyle V} dipende solamente da {\displaystyle A_{2}}, il valore minimo di {\displaystyle F} si ha quando {\displaystyle A_{n}=0} per {\displaystyle n\geq 3}.
Quindi, ponendo {\displaystyle A_{n}=0} per {\displaystyle n\geq 3}, si ottiene {\displaystyle S=(1/3)l^{3}A_{2}\sin ^{3}\theta }, 
{\displaystyle C_{d}={\frac {128}{\pi }}\left({\frac {V}{l^{3}}}\right)^{2}={\frac {9\pi }{2}}\left({\frac {S_{\mathrm {max} }}{l^{2}}}\right)^{2},\quad R(x)={\frac {8{\sqrt {2}}}{\pi }}\left({\frac {V}{3l^{4}}}\right)^{1/2}[x(l-x)]^{3/4},}
dove {\displaystyle R(x)} è il raggio espresso come funzione di {\displaystyle x}.

## Generalizzazione di R. T. Jones
La derivazione della forma del corpo di Sears-Haack risulta corretta solo nei limiti di un corpo di rotazione affusolato. Nel 1956, Robert Thomas Jones ha comunque generalizzato la teoria estendendola ai corpi affusolati non assialsimmetrici, con la superficie {\displaystyle S(x)} definita sul cono di Mach avente il vertice su {\displaystyle x}, piuttosto che sul piano {\displaystyle x={\text{constante}}} come assunto da Sears e Haack, e realizzando una teoria applicabile quindi a corpi più complessi, come un intero velivolo supersonico.